# Clifford Edmund Bosworth
Clifford Edmund Bosworth, FBA (* 29. Dezember 1928 in Sheffield; † 28. Februar 2015 in Yeovil) war ein britischer Historiker und Orientalist, dessen Schwerpunkt auf arabischen und iranischen Studien lag.

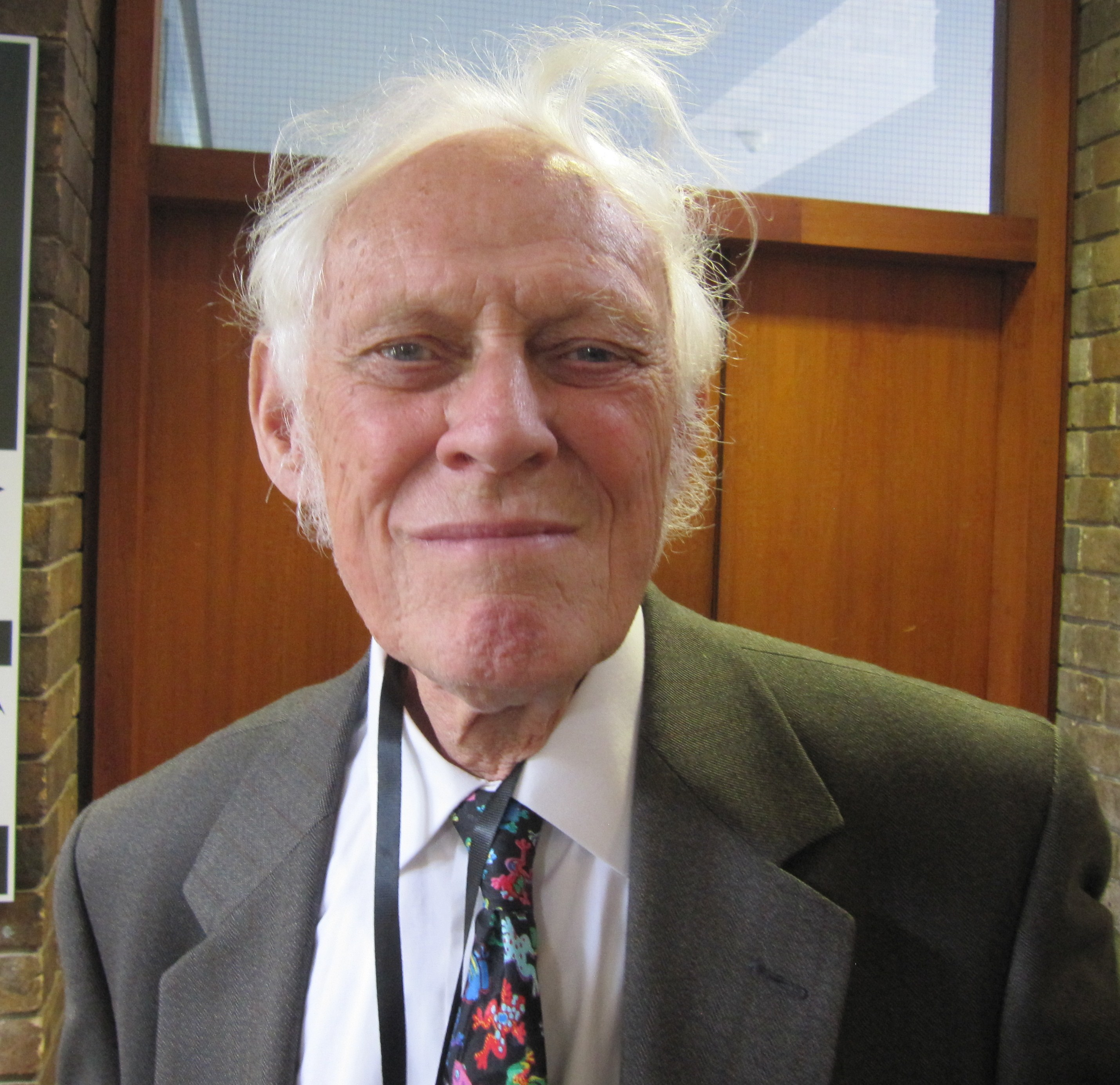
Clifford Edmund Bosworth (2011)

## Leben und Werk
Bosworth erhielt seinen Bachelor of Arts von der University of Oxford. Von dort wechselte er an die schottische University of Edinburgh, wo er seinen Master erlangte und promoviert wurde.
Er lehrte an der Universität St Andrews und an der University of Manchester sowie am Center for the Humanities der Princeton University. Zudem war er Visiting Professor an der University of Exeter bis 2004. 1992 wurde er zum Mitglied (Fellow) der British Academy gewählt.
Bosworth publizierte mehrere hundert Artikel in Fachzeitschriften, hinzu kamen zahlreiche Monographien. Daneben verfasste er zahlreiche Artikel in den einschlägigen Enzyklopädien seines Faches, wie der Encyclopaedia of Islam, der Encyclopædia Iranica, aber auch in der Encyclopædia Britannica und in der Encyclopedia Americana. Bosworth war Herausgeber der Encyclopaedia of Islam.

## Veröffentlichungen (Auswahl)
- The Ghaznavids. Their Empire in Afghanistan and Eastern Iran. 994–1040 (= Edinburgh University Publications. History, Philosophy and Economics. 17, ZDB-ID 1385726-5). Edinburgh University Press, Edinburgh 1963, (2. Auflage: Librairie du Liban, Beirut 1973).
- The Islamic Dynasties. A Chronological and Genealogical Handbook (= Islamic Surveys. 5, ZDB-ID 847318-3). Edinburgh University Press, Edinburgh 1967, (Überarbeitete Auflage. ebenda 1980, ISBN 0-85224-402-9; Übersetzungen ins Russische, Persische, Türkische und Französische).
- als Herausgeber: Iran and Islam. In memory of the late Vladimir Minorsky. Edinburgh University Press, Edinburgh 1971.
- The Later Ghaznavids. Splendour and Decay. The Dynasty in Afghanistan and Northern India 1040–1186 (= Persian Studies Series. Band 7). Edinburgh University Press, Edinburgh 1977, ISBN 0-85224-315-4 (Nachdruck: Manoharlal, Neu-Delhi 1992, ISBN 81-215-0573-7).
- The Medieval History of Iran, Afghanistan and Central Asia (= Variorum Collected Studies Series. Band 56). Variorum, London 1977, ISBN 0-86078-000-7.
- Medieval Arabic Culture and Administration (= Variorum Collected Studies Series. Band 165). Variorum, London 1982, ISBN 0-86078-113-5.
- als Herausgeber mit Carole Hillenbrand: Qajar Iran. Political, Social and Cultural Change. 1800–1925. Studies presented to Professor L. P. Elwell-Sutton. Edinburgh University Press, Edinburgh 1983, ISBN 0-85224-459-2.
- Baha' al-Din al-Amili and His Literary Anthologies (= Journal of Semitic Studies. Monograph. 10). University of Manchester, Manchester 1989, ISBN 0-9507885-7-0.
- The Arabs, Byzantium and Iran. Studies in Early Islamic History and Culture (= Variorum Collected Studies Series. 529). Variorum, Aldershot u. a. 1996, ISBN 0-86078-583-1.
- The New Islamic dynasties. A Chronological and Genealogical Manual. Edinburgh University Press, Edinburgh 1996, ISBN 0-7486-0684-X.
- als Herausgeber mit Muchammed S. Asimov: The Historical, Social and Economic Setting (= General and Regional Histories. History of Civilizations of Central Asia. Band 4: The Age of Achievement: A.D. 750 to the End of the Fifteenth Century. Teil 1). UNESCO Publishing, Paris 1998, ISBN 92-3-103467-7.
- als Herausgeber mit Muhammad Asim: The Achievements (= General and Regional Histories. History of Civilizations of Central Asia. Band 4: The Age of Achievement: A.D. 750 to the End of the Fifteenth Century. Teil 2). UNESCO Publishing, Paris 2000, ISBN 92-3-103654-8.
- A Century of British Orientalists. 1902–2001. Published for The British Academy by Oxford University Press, Oxford u. a. 2001, ISBN 0-19-726243-0.